# Latuin
Latuin (bl. um 400) war der legendarische erste Bischof von Séez, dem heutigen Sées. Er wird in der römisch-katholischen Kirche als Heiliger verehrt.

## Leben nach der Legende
Er soll wenige Meter von der heutigen Kathedrale von Sées entfernt die ersten Taufen im Gebiet des heutigen Départements Orne durchgeführt haben.
Der Legende zufolge soll er kurz nach seiner Ankunft in Sées bei einer Witwe Unterkunft gefunden haben, deren Tochter von Geburt an blind war und die er heilte. Dies brachte ihm den Ruf eines Wundertäters ein. Aufgrund von Anfeindungen seitens der Vertreter der althergebrachten Religion zog er sich gegen Ende des 4. Jahrhunderts in den Wald von Cléray bei Belfonds zurück, wo er in der Nähe einer Quelle ein Oratorium errichtete. Dort setzte er seine Mission fort. Die Legende erzählt, dass er dort Gelähmte, Taube und von Hautkrankheiten Befallene heilte.

## Wirkung
In der Kathedrale von Sées werden seine Reliquien unter dem ihm gewidmeten Altar aufbewahrt. Am Brunnen von Cléray, in dessen Nähe der Heilige gewirkt haben soll, holen das ganze Jahr über Menschen mit Hautkrankheiten Wasser.  In der Nähe befindet sich eine Kirche aus dem 12. Jahrhundert.
Sein Gedenktag ist der 20. Juni. Latuin ist der Schutzpatron des Bistums Sées.